# أولاد فتاتة
أولاد فتاتة هي قرية مغربية غرب المملكة. تنتمي أولاد فتاتة لإقليم خريبكة. تضم هذه الجماعة القروية 2.764 نسمة (إحصاء 2004).